# Венский сецессион
Венский сецессион (нем. Wiener Secession / Sezession, от лат. secessio — отделение, уход) — выставочное и творческое объединение молодых австрийских художников, выступивших в эпоху Fin de siècle против рутины академического искусства. Благодаря деятельности художников объединения венский вариант искусства периода модерна также называют Венским сецессионом.

## История
Венский сецессион основан 3 апреля 1897 года Густавом Климтом, Альфредом Роллером, Коломаном Мозером, Йозефом Хоффманом, Йозефом Марией Ольбрихом, Максом Курцвайлем, Эрнстом Штёром, Йозефом Мария Аухенталлером, Вильгельмом Листом, Рудольфом Бахером и другими художниками, порвавшими с господствовавшим в венском Доме художников консерватизмом и традиционными понятиями в искусстве, ориентированными на академизм и историзм. Примером для них стали Берлинский и Мюнхенский сецессионы. Поводом для создания организации, которая вначале называлась «Объединение художников Австрии», послужил отказ принять работы Густава Климта на академическую выставку в венском Доме художников. Почётным председателем нового объединения был избран Рудольф фон Альт. Вначале группа включала девятнадцать членов, но позднее их количество возросло. К Сецессиону примкнули видные литераторы — Г. фон Гофмансталь, К. Гамсун, Р. Рильке, М. Метерлинк, а также музыканты — А. Шёнберг, А. фон Веберн.
Учреждая новую организацию, художники преследовали две основные задачи: познакомить изолированную венскую публику с новейшими тенденциями зарубежного изобразительного искусства и предоставить сецессионистам «право на художественное творчество». Обе задачи планировалось решать с помощью художественных выставок, для чего в 1898 году на предоставленном городом земельном участке на улице Винцайле (Wienzeile) недалеко от площади Карлсплац и рынка Нашмаркт по проекту Йозефа Ольбриха, ученика Отто Вагнера, был возведён похожий на храм выставочный павильон в совершенно новом стиле, который своими кубическими формами резко отличался от роскошных дворцов Рингштрассе. Здание Сецессиона венчал ажурный купол, сверкавший на солнце тысячами золочёных лавровых листьев, символизировавших молодость искусства. Членения здания экономно подчёркнуты лаконичным «вагнерианским» орнаментом. Формальная изысканность и сила контрастов как нельзя лучше выражали творческие устремления сецессионистов. Над входом, золотыми буквами начертан девиз Сецессиона, придуманный венским критиком и историографом движения Людвигом Хевеши: «Der Zeit Ihre Kunst, Der Kunst Ihre Freiheit» (Каждому времени своё искусство, каждому искусству своя свобода). Слева от входа имеется также надпись: «Ver Sacrum» (с лат. — «весна священная») — название альманаха, который издавал Рудольф фон Альт. Революционным было и внутреннее оснащение Дома сецессиона системой передвижных стен, позволявшей создавать неограниченное количество вариантов выставочных интерьеров. Для каждой выставки Венского сецессиона назначалась комиссия, которая отвечала за подготовку в едином стиле каталога и плаката. Чаще всего в комиссии входили многогранно одарённые сецессионисты Йозеф Хоффман, Коло Мозер и Альфред Роллер.
Первая выставка состоялось ещё до переезда в собственный дом в здании венского садоводческого общества. Во времена, когда на художественных выставках стены обычно беспорядочно плотно увешивали картинами, сецессионисты удивляли новым подходом к оформлению выставок. Венская публицистка Берта Цукеркандль писала в этой связи: «Самое первое представление сецессиона в садоводческом обществе ознаменовало полное изменение существующего типа художественных выставок. Обстановка с учётом колоритности картин, принцип размещения немногих картин на умеренной высоте и на достаточном отдалении „настроенных“ друг на друга картин и возможность приспособить изменяемые интерьеры к характеру предлагаемого — это были достижения молодого, богатого идеями и творчески настроенного объединения. Достижения, которые обрели значение далеко за границами малой родины».
В 1898—1902 годах сецессионисты провели тринадцать выставок, и в оформлении выставочного пространства произошли действительно радикальные перемены. Поначалу чувствовалось влияние бельгийского архитектора Анри ван де Велде. Но главным отличием венских художников от него и других представителей европейского модерна был строгий тектонический элемент, который всё отчётливее проступал в их работах наряду с пластичными изгибами. Их плоскостные композиции всё чаще определялись геометрическим порядком, в котором главную роль занимал квадрат, который придавал организации пространства ясность и наглядность. Явным прорывом в этом направлении стала для Венского сецессиона Всемирная выставка в Париже в и без того очень важном для объединения 1900 году, которая принесла сецессионистам международное признание и соответственно усиление их позиций в Вене. Решающее значение для будущего Венского сецессиона стала VIII выставка, проходившая осенью 1900 года и посвящённа прикладному искусству. На ней помимо произведений отечественных художников были представлены работы Чарльза Роберта Эшби, ван де Велде, Жоржа Минне и группы Макинтоша, но, по словам Берты Цукеркандль, молодые австрийские художники обрели самостоятельность и уже полностью вышли из-под влияния ван де Велде и Эшби. Тем не менее, личные контакты Хоффмана и Макинтоша сыграли существенную роль в основании в 1903 году Венских мастерских.
Внутри небольшого по размеру здания имеется выставочный зал с верхним светом, для которого Густав Климт создал знаменитый «Бетховенский фриз», впервые показанный на XIV выставке «Объединения художников Венского сецессиона», проходившей в 1902 году и посвящённой Людвигу ван Бетховену. В центре зала установлена статуя Бетховена работы Макса Клингера. Из-за необычной архитектуры венцы в шутку называли здание Сецессиона «гробницей», «восточным мавзолеем», «гибридом оранжереи и известковой печи».
За восемь лет существования (1897—1905) члены Сецессиона провели более двух десятков выставок. Кроме австрийских художников в выставках венского Сецессиона принимали участие А. Галлен-Каллела, П. Пюви де Шаванн, К. Менье, Дж. Уистлер, А. Менцель, М. Либерман, О. Роден, Дж. Сегантини, И. Сулоага, Ф. Ходлер и многие другие. Близок объединению по своей эстетической программе был венский архитектор Адольф Лоос, опубликовавший в 1913 году свою знаменитую статью «Орнамент и преступление». Благодаря Сецессиону венской публике стали известны французские импрессионисты. До момента распада объединения в 1905 году был выпущен сборник статей Л. Хевеши «Восемь лет Сецессиона» и двенадцать выпусков альманаха «Ver Sacrum».
Ранние работы художников Сецессиона оставались главным образом в рамках стиля ар нуво, но после Восьмой Венской выставки 1900 года, целиком посвящённой декоративному искусству, творчество группы становится более революционным. На этой выставке были представлены архитектурные проекты Чарльза Ренни Макинтоша, Чарльза Роберта Эшби, Анри Ван де Велде. Построенный Йозефом Хоффманом Пуркерсдорфский санаторий (1904—1906) продемонстрировал геометрический стиль, повторенный в специально разработанном для этого проекта черно-белом кубическом кресле Коломана Мозера. Подобные образцы «сецессионизма» начала XX века приближали приход геометрической абстракции модернизма и архитектуры функционализма.
В 1903 году Хоффман и Мозер основали Венские мастерские (Wiener Werkstätte) — производственное сообщество архитекторов, художников, ремесленников, коммерсантов и представителей изобразительного искусства, ставившее целью реформирование художественного ремесла. Венские мастерские считают одним из главных достижений художников Сецессиона. Идейным вдохновителем движения был Отто Вагнер — признанный глава новой венской архитектурной школы. Однако в самом объединении назревал раскол — конфликт между декоративистами, или «стилистами» (определение Л. Хевеши), их лидером был Г. Климт, и «конструктивистами» (Й. Хоффман, К. Мозер). В 1901 году из-за разногласий из объединения вышел Й. Ольбрих, в 1905 году — Г. Климт и К. Мозер. Эту дату считают завершением деятельности организации.
Деятельность венского Сецессиона имела важное значение для формирования европейского функционализма. Она оказала влияние и на искусство стран, входивших до ноября 1918 в состав Австро-Венгрии, в частности, Хорватии, Чехии, Польши, западного региона Украины, и особенно Львова.

## Другие художники Сецессиона
- Рихард Герстль
- Губерт Гесснер
- Оскар Кокошка
- Бронция Коллер-Пинель
- Карл Молль
- Фелициан Мирбах
- Максимиллиан Пирнер
- Йоже Плечник
- Михаэль Повольни
- Тереза Рис
- Альфред Роллер
- Макс Фабиани
- Карл Медиц
- Эдмунд фон Хельмер
- Эгон Шиле
- Эмма Лёвенштамм
- Мальва Шалек
- Отмар Шимковиц

## Галерея
- Густав Климт. Бетховенский фриз. Дом сецессиона. Интерьер. 1902
- Густав Климт. Бетховенский фриз. Детали